# Elaphocera martini
Elaphocera martini är en skalbaggsart som beskrevs av Lopez-colon 1993. Elaphocera martini ingår i släktet Elaphocera och familjen Melolonthidae. Inga underarter finns listade i Catalogue of Life.